# 케불산
케불산(영어: chebulic acid)은 가자나무(Terminalia chebula)의 익은 열매에서 분리된 페놀 화합물이다.
케불산에 대한 이성질체인 네오케불산이 존재한다.
케불산은 케불라그산 또는 케불린산과 같은 변형된 엘라지탄닌의 성분이다.

## 같이 보기
- 트라이하이드록시벤조산